# Cristian Sârghi
Cristian Sârghi (n. 23 noiembrie 1986, Galați, România) este un fotbalist român retras din activitate, care a jucat pe post de fundaș lateral la echipe ca Oțelul, Chiajna și Maccabi Netanya. Pe plan internațional, are prezențe la națională pentru România Sub-21.

## Titluri
Oțelul Galați
- Liga I (1): 2010-2011[1]